# Grand Prix Formule 1 van Frankrijk 1971
De Grand Prix Formule 1 van Frankrijk 1971 werd gehouden op 4 juli 1971 op Paul Ricard.

## Uitslag
| Positie | Nummer | Rijder               | Team                  | Ronden | Tijd/Opgave      | Startplaats | Punten |
| ------- | ------ | -------------------- | --------------------- | ------ | ---------------- | ----------- | ------ |
| 1       | 11     | Jackie Stewart       | Tyrrell-Ford          | 55     | 1:46:42.3        | 1           | 9      |
| 2       | 12     | François Cevert      | Tyrrell-Ford          | 55     | 28.12            | 7           | 6      |
| 3       | 1      | Emerson Fittipaldi   | Lotus-Ford            | 55     | 34.07            | 17          | 4      |
| 4       | 14     | Jo Siffert           | British Racing Motors | 55     | 37.17            | 6           | 3      |
| 5       | 20     | Chris Amon           | Matra                 | 55     | 41.08            | 9           | 2      |
| 6       | 2      | Reine Wisell         | Lotus-Ford            | 55     | + 1:16.02        | 15          | 1      |
| 7       | 21     | Jean-Pierre Beltoise | Matra                 | 55     | + 1:16.93        | 8           |        |
| 8       | 22     | John Surtees         | Surtees-Ford          | 55     | + 1:24.91        | 13          |        |
| 9       | 10     | Peter Gethin         | McLaren-Ford          | 54     | + 1 Lap          | 19          |        |
| 10      | 16     | Howden Ganley        | British Racing Motors | 54     | + 1 Ronde        | 16          |        |
| 11      | 24     | Rolf Stommelen       | Surtees-Ford          | 53     | + 2 Rondes       | 10          |        |
| 12      | 8      | Tim Schenken         | Brabham-Ford          | 50     | Oliedruk         | 14          |        |
| 13      | 34     | Francois Mazet       | March-Ford            | 50     | + 5 Laps         | 23          |        |
| NC      | 28     | Max Jean             | March-Ford            | 46     | Niet geklasseerd | 22          |        |
| NC      | 27     | Henri Pescarolo      | March-Ford            | 45     | Versnellingsbak  | 18          |        |
| NF      | 7      | Graham Hill          | Brabham-Ford          | 34     | Oliepijp         | 4           |        |
| NF      | 19     | Andrea de Adamich    | March-Alfa Romeo      | 31     | Motor            | 20          |        |
| NF      | 15     | Pedro Rodríguez      | British Racing Motors | 27     | Ontsteking       | 5           |        |
| NF      | 5      | Clay Regazzoni       | Ferrari               | 20     | Ongeluk          | 2           |        |
| NF      | 17     | Ronnie Peterson      | March-Alfa Romeo      | 19     | Motor            | 12          |        |
| NF      | 9      | Denny Hulme          | McLaren-Ford          | 16     | Ontsteking       | 11          |        |
| NF      | 4      | Jacky Ickx           | Ferrari               | 4      | Motor            | 3           |        |
| NF      | 18     | Alex Soler-Roig      | March-Ford            | 4      | Brandstofpomp    | 21          |        |

## Statistieken
| Pole-position | Jackie Stewart | Tyrrell-Ford | 1:50.71 |
| Snelste ronde | Jackie Stewart | Tyrrell-Ford | 1:54.09 |

## Noot
- Dit was het debuut van de Franse coureurs Max Jean en François Mazet.
- Eerste podiumplaats voor François Cevert.

1906 · 1907 · 1908 · 1912 · 1913 · 1914 · 1921 · 1922 · 1923 · 1924 · 1925 · 1926 · 1927 · 1928 · 1929 · 1930 · 1931 · 1932 · 1933 · 1934 · 1935 · 1936 · 1937 · 1938 · 1939 · 1947 · 1948 · 1949 · 1950 · 1951 · 1952 · 1953 · 1954 · 1956 · 1957 · 1958 · 1959 · 1960 · 1961 · 1962 · 1963 · 1964 · 1965 · 1966 · 1967 · 1968 · 1969 · 1970 · 1971 · 1972 · 1973 · 1974 · 1975 · 1976 · 1977 · 1978 · 1979 · 1980 · 1981 · 1982 · 1983 · 1984 · 1985 · 1986 · 1987 · 1988 · 1989 · 1990 · 1991 · 1992 · 1993 · 1994 · 1995 · 1996 · 1997 · 1998 · 1999 · 2000 · 2001 · 2002 · 2003 · 2004 · 2005 · 2006 · 2007 · 2008 · 2018 · 2019 · 2021 · 2022